# Tolvtalsvisa
Tolvtalsvisa, även kallad husförhörsvisa, är en andlig visa.

## Historik
Tolvtalsvisa, även kallad husförhörsvisa är en andlig visa som troligen har ett ursprung i psalm 379 O Menniskia betänck all stund, under rubriken Om the Tolf dagsens Stunder, från Den svenska psalmboken 1695. Under början av 1700-talet, fram till slutet av 1800-talet gav man i skillingtryck ut olika varianter på tolvtalsvisor.
Det finns två sorters tolvtalsvisor.

## Lista över tolvtalsvisor
- Tolvtalsvisa efter Maja Johansson "Pell-Maja" (1889–1971) i Resmo socken.[1]
- Tolvtalsvisa efter Karl Gustaf Åhsberg (1867–1942) i Vislanda socken.[1]
- Tolvtalsvisa efter Gustav Pettersson (1871–1949) i Tolgs socken.[1]